# كزوارينة غلوكية
كزوارينة غلوكية أو كزوارينة خضراء مغبرة (الاسم العلمي:Casuarina glauca) هي نوع من النباتات تتبع جنس الكزوارينة من الفصيلة الكزوارينية. سمي هذا النوع نسبة إلى اللون الغلوكي.